# ديف (رسام)
ديف هو نحات ورسام سويسري، ولد في 1969 في Laufen, Switzerland ‏ في سويسرا.